# وزارت امور داخله جمهوری آذربایجان
وزارت امور داخله جمهوری آذربایجان (ترکی آذربایجانی: Azərbaycan Respublikasının Daxili İşlər Nazirliyi) یک دستگاه دولتی می‌باشد، که به تأمین و حفظ امنیت داخلی و استقرار نظم و آرامش در سرتاسر کشور و جلوگیری و شناسایی جرایم می‌پردازد. وزارت امور داخله در چهارچوب قانون اساسی، قوانین و فرمان‌های رئیس‌جمهور و دستورهای کابینهٔ وزرای آذربایجان، عهدنامه‌های بین‌المللی امضا شده توسط جمهوری آذربایجان، نظامنامه و قوانین حقوقی این وزارتخانه عمل می‌نماید.

## تاریخچه

### دوران جمهوری دمکراتیک آذربایجان
در ۲۵ آوریل سال ۱۹۱۸، در باکو «شورای کمیساریاهای مردمی» تحت ریاست استپان شاهومیان تأسیس و بعد «کمیساریای مردمی امور داخلهٔ باکو» راه اندازی شد. اولین کسی که، به رهبری «کمیساریای مردمی امور داخلهٔ باکو» گماشته شد، «آلیُشا جاپاریدزه (به ترکی آذربایجانی: Alyosha Caparidze) بود؛ ولی این نهادها پس از مدتی کوتاه لغو شدند.
پس از تأسیس جمهوری دمکراتیک آذربایجان با صدارت فتحعلی‌خان خویسکی اولین کابینهٔ دولت تشکیل شد. وی خودش به عنوان اولین وزیر داخله (کشور) انتخاب شد.
به موجب دستور شماره ۱۷۸ جمهوری دمکراتیک آذربایجان مورخ ۲۴ ژوئن سال ۱۹۱۸، در خصوص «کارکنان دولتی که، از وظایف خود کناره‌گیری کرده‌اند» در ۲ ژوئیه در شهر گنجه اولین دستگاه‌های پلیسی راه‌اندازی و مسائل پرسنل و تأمین منابع مالی آنها بررسی شد. وزارت داخله آذربایجان در دوره فعالیت خود بین سال‌های ۱۹۱۸ تا ۱۹۲۰، از فعالیت‌های مؤثری در شکل‌گیری دولت آذربایجان، حفظ منافع ملی و استقلال برخوردار بوده‌است.

### دوران شوروی
پس از انقراض جمهوری دمکراتی آذربایجان به دست بلشویک‌ها در سال ۱۹۲۰، نظام شوروی در قلمروی این سرزمین حاکم گردید. پس از تشکیل آذربایجان شوروی، «حامد سلطانف» به عنوان اولین وزیر داخله منصوب گردید.
بین سال‌های ۱۹۲۰ الی ۱۹۴۰، در حدود ۵۰۰ تن از نیروهای پلیس در مقابله با جرم و جرایم کشته و مابین سال‌های ۱۹۳۷–۳۹ قریب به ۳۲۰ نفر نیز قربانی سیاست‌های سرکوب‌گرایانهٔ شوروی شدند.
در سال‌های ۱۹۴۱–۴۵ نزدیک به ۸۰۰ نفر از پلیس آذربایجان در جنگ جهانی دوم شرکت کرده و در عملیت‌های نظامی حضور فعالی داشتند.
۹۳۲ تن از نیروهای پلیس آذربایجان در جنگ قره‌باغ کشته و ۶۸۱ نفر دیگر معلول شدند.

### دوران استقلال
پس از استقلال آذربایجان در ۱۸ اکتبر سال ۱۹۹۱، دورهٔ شوروی در این کشور پایان پذیرفت. به این ترتیب، وزارت امور داخله نیز به یک نهاد دولتی مستقل و بدون تابعه وزارت امور داخله شوروی تبدیل گردید. در سال ۱۹۹۲، جمهوری آذربایجان به عضویت پلیس بین‌الملل (اینترپل) درآمده و ۲۴ نوامبر سال مذکور دفتر ملی اینترپل در ساختار وزارت داخله تأسیس شد.
به خاطر آموزش و پرورش پرسنل وزارت داخله، بنابه فرمان ۲۳ مه سال ۱۹۹۲ رئیس جمهوری و دستور ۹ ژوئن سال ۱۹۹۲ کابینه وزرای آذربایجان، آکادمی پلیس وزارت امور داخله جمهوری آذربایجان دایر گردید. بر اساس فرمان ۳۰ ژوئن سال ۲۰۰۱ رئیس جمهوری آذربایجان، آیین‌نامه و سازه وزارت داخله به تأیید رسید. بنابه فرمان رئیس‌جمهور آذربایجان به تاریخ ۳۰ ژوئن سال ۲۰۰۴ نهادی نظارتی بر فعالیت‌های وزارت داخله و کارکنان آن- اداره امنیت داخلی در ترکیب وزارتخانه تأسیس شد.
به موجب برنامه ملی اقدامات ضد قاچاق انسان در جمهوری آذربایجان که بر پایه فرمان ۶ مه سال ۲۰۰۴ رئیس جمهوری این کشور به تأیید رسیده بود، در سال ۲۰۰۴، اداره مبارزه با قاچاق انسان تحت ادارهٔ مبارزه با جرایم سازمان یافته جمهوری آذربایجان بنیان گردید.